# Полюдье

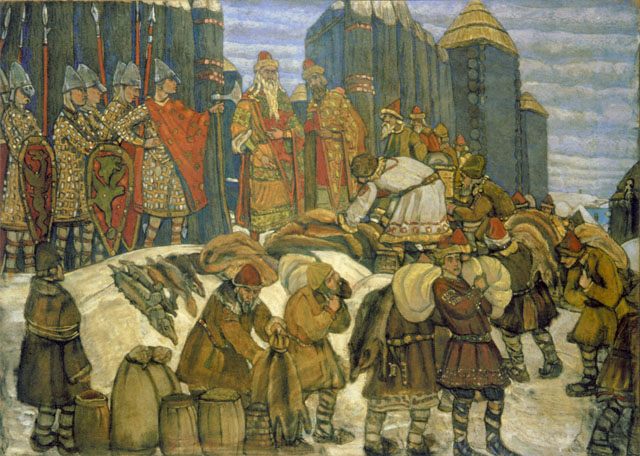
«Собирают дань». Картина Н. К. Рериха

Полю́дье — сбор дани со славянских и финно-угорских племён, а затем с населения Киевской Руси князьями и их дружиной, практиковавшийся в IX—XII веках.

## История
Ежегодно с ноября по апрель князья с дружинами объезжали земли дреговичей, кривичей, древлян, северян и других подданных славянских и финских племён. Некоторые платили дань деньгами, некоторые — мехами или другими товарами, третьи — рабами. С началом навигации собранные товары вывозились по рекам, через Каспийское море и далее караванами доставлялись в Багдад. В обмен на товары варяги получали серебряные монеты дирхемы, которые затем вывозились в Скандинавию. Торговля с Багдадом составляла важную часть экономики средневековой Швеции, что нашло отражение в надписях, высеченных на рунических камнях.
Первое упоминание полюдья в русских летописях, а также подробное описание полюдья византийским императором Константином Багрянородным в его трактате «Об управлении империей» относятся к середине X века:

Зимний же и суровый образ жизни тех самых росов таков. Когда наступит ноябрь, их князья выходят со всеми россами из Киева и отправляются в полюдье, то есть круговой обход, а именно — в славянские земли древлян, дреговичей, кривичей, северян и остальных славян, платящих дань росам. Кормясь там в течение зимы, они в апреле, когда растает лёд на Днепре, возвращаются в Киев, собирают и оснащают свои корабли и отправляются в Византию.

Однако арабо-персидские источники сообщают о сбыте русами дани, собранной со славян, уже применительно к IX веку:

Если говорить о купцах ар-Рус, то это одна из разновидностей славян. Они доставляют заячьи шкурки, шкурки чёрных лисиц и мечи из самых отдалённых [окраин страны] славян к Румийскому морю. Владетель ар-Рума [Византии] взимает с них десятину. Если они отправляются по Танису — реке славян, то проезжают мимо Хамлиджа, города хазар. Их владетель также взимает с них десятину. Затем они отправляются по морю Джурджан и высаживаются на любом берегу… Иногда они везут свои товары от Джурджана до Багдада на верблюдах. Переводчиками [для] них являются славянские слуги-евнухи. Они утверждают, что они христиане и платят подушную подать.

Возникновение такого явления, как полюдье, было связано с распространением власти русов на часть восточнославянских племён. Константинопольский патриарх Фотий в связи с русско-византийской войной 860 года говорит о русах:

поработив живших окрест них и оттого чрезмерно возгордившись, подняли руки на саму Ромейскую державу!

О полюдье у славян также свидетельствует арабский географ Ибн Русте:

Царь ежегодно объезжает их. И если у кого из них есть дочь, то царь берёт по одному из её платьев в год, а если сын, то также берёт по одному из платьев в год. У кого же нет ни сына, ни дочери, тот даёт по одному из платьев жены или рабыни в год.

Также известно о силах участников полюдья:

Всегда 100—200 из них (русов) ходят к славянам и насильно берут у них на своё содержание, пока там находятся.
При этом активно использовался обычай гостеприимства, заставляющий хозяина содержать гостя, пока тот находился в его доме.

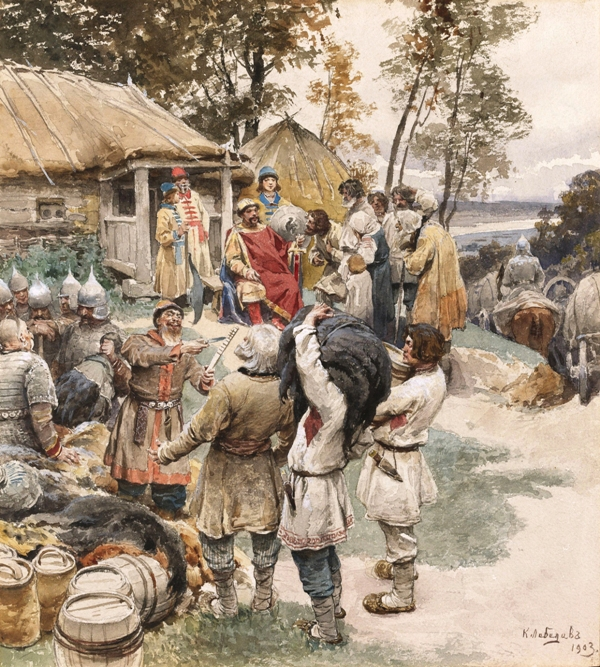
Клавдий Лебедев. Князь Игорь собирает дань с древлян в 945 году («Полюдье»)

В 945 году, когда полюдье возглавлял князь Игорь Рюрикович, попытка сбора дополнительной дани вызвала восстание древлян и убийство князя. После подавления древлянского восстания княгиня Ольга проводит податную реформу, упорядочившую сбор дани (уроки), который осуществлялся уже не в племенных центрах, а в специальных опорных пунктах — погостах. Впоследствии дань концентрировалась у княжеских наместников в крупных городах и переправлялась в Киев (как происходило с 2/3 новгородских даней в 1014 году при киевском князе Владимире Святославиче и его сыне и новгородском наместнике Ярославе).
Однако полюдье в качестве формы эксплуатации княжеских домениальных земель сохраняется и после реформы Ольги.
Сбыт полюдья вятичами на международном рынке и его прекращение с покорением вятичей Святославом Игоревичем в 966 году и окончательно — Владимиром Святославичем в 982 году косвенно подтверждаются хронологией кладов восточных монет в бассейне Оки.
Одно из последних упоминаний полюдья относится к 1190 году к правлению в Владимиро-Суздальском княжестве Всеволода Большое Гнездо. На основании данного примера исследователи рассчитали среднюю скорость полюдья — 7—8 км в сутки.
В XIV—XVI веках такое название носил налог в Великом княжестве Литовском. На русских окраинах и вновь присоединённых землях полюдье как способ сбора дани практиковалось ещё очень долго (на Чукотке и Аляске — до в XIX века). 
Полюдье имело широкое распространение также в догосударственных и раннегосударственных социально-политических системах Евразии и Африки (вождествах). Не только Константин Багрянородный, но и скандинавские источники (сага о Гаральде) используют для обозначения подобного полюдью механизма сбора дани славянское слово (poluta, polutaswarf). Аналог русского полюдья — древненорвежская вейцла (veizla), буквально — «пир», «угощение», позже трансформировавшаяся в феодальную повинность.

### Комментарии
1. ↑  Начиная с IX века правящий класс Руси был представлен выходцами из Скандинавии. О скандинавском происхождении князей свидетельствуют данные археологии[1], лингвистики[2][3] и письменные источники, включая имена русов в договорами Руси и Византии. Так, в договоре 911 года из 15 имён русов («от рода рускаго») два финских, остальные имеют скандинавское происхождение (староскандинавский вариант дан в скобках): Карлы (Karli), Инегелдъ (Ingjaldr), Фарлофъ (Farulfr), Веремудъ (Vermu(n)dr), Рулавъ (Rollabʀ), Гуды (Góði), Руалдъ (Hróaldr), Карнъ (Karn), Фрелавъ (Friðláfr), Рюаръ (Hróarr), Актеву (фин.), Труанъ (Þrándr), Лидуль (фин.), Фостъ (Fastr), Стемиръ (Steinviðr)[4][5]. Византийцы и арабы называли этих скандинавов росы или русы (араб. ar-ros‎, ср.-греч. ‛ϱῶϛ)[6].

### Сноски
1. ↑  Пушкина Т. А. Скандинавские находки с территории Древней Руси (обзор и топография) // XIII конференция по изучению истории, экономики, литературы и языка Скандинавских стран и Финляндии. М.—Петрозаводск, 1997.
2. ↑  См. Этимологический словарь Фасмера
3. ↑  Варяги : [арх. 9 октября 2022] / Е. А. Мельникова // Большой Кавказ — Великий канал [Электронный ресурс]. — 2006. — С. 621—622. — (Большая российская энциклопедия : [в 35 т.] / гл. ред. Ю. С. Осипов ; 2004—2017, т. 4). — ISBN 5-85270-333-8.
4. ↑  Melnikova E. A. (2003) The Cultural Assimilation of the Varangians in Eastern Europe from the Point of View of Language and Literacy in Runica — Germ. — Mediavalia (heiz./n.) Rga-e 37, pp. 454—465.
5. ↑  Повесть временных лет (Подготовка текста, перевод и комментарии О. В. Творогова) // Библиотека литературы Древней Руси / РАН. ИРЛИ; Под ред. Д. С. Лихачёва, Л. А. Дмитриева, А. А. Алексеева, Н. В. Понырко. СПб. : Наука, 1997. Т. 1 : XI—XII века. (Ипатьевский список «Повести временных лет» на языке оригинала и с синхронным переводом). Электронная версия издания Архивная копия от 5 августа 2021 на Wayback Machine, публикация Института русской литературы (Пушкинский Дом) РАН.
6. ↑  Мельникова Е. А., Петрухин В. Я. Название «русь» в этнокультурной истории Древнерусского государства (IX—X вв.) Архивная копия от 5 марта 2016 на Wayback Machine // Вопросы истории. 1989. № 8. С. 24—38.
7. 1 2  Kendrick, 2004, p. 143—149.
8. ↑  Jones, 2001, p. 256.
9. ↑  Константин Багрянородный. Об управлении империей. — М.: Наука, 1991. — (Древнейшие источники по истории народов СССР).
10. ↑  Ибн Хордадбех. Книга путей и стран / Пер. с арабского, коммент., исслед., указатели и карты Н. М. кызы Велихановой (Велиханлы). — Баку: Элм, 1986. — 428 с. — (Источники по истории Азербайджана). — 3000 экз. Архивировано 22 августа 2011 года.
11. ↑  Из «Книги путей и государств» Абуль-Касима Убайдаллаха ибн-Абдаллах, известного под прозванием Ибн-Хордадбе (писал в 60-70-х годах IX века по Р. X.). Архивная копия от 29 сентября 2007 на Wayback Machine // Гаркави А. Я. Сказания мусульманских писателей о славянах и русских. (с половины VII в. до конца X века по Р. Х.) Архивная копия от 12 ноября 2018 на Wayback Machine. — СПб. : Типография Императорской академии наук, 1870. IX, 308 с.
12. ↑  Святитель Фотий, патриарх Константинопольский. Окружное послание Фотия, Патриарха Константинопольского, к Восточным Архиерейским Престолам, а именно — к Александрийскому и прочая Архивная копия от 29 сентября 2007 на Wayback Machine (пер. П. В. Кузенков) // Альфа и Омега. Учёные записки Общества для распространения Священного Писания в России. — 1999. — № 3(21). — С. 85—102.
13. ↑  Ибн Руста. Об обычаях и образе жизни славян Архивная копия от 3 октября 2018 на Wayback Machine // Хрестоматия по истории СССР. Т. I. C древнейших времен до конца XVII века / под ред. В. И. Лебедева, М. Н. Тихомирова, В. Е. Сыроечковского. — М., 1951. — С. 41-42.
14. ↑  Гардизи «Краса повествований» // Древняя Русь в свете зарубежных источников: Хрестоматия Архивная копия от 31 октября 2018 на Wayback Machine / Под ред. Т. Н. Джаксон, И. Г. Коноваловой, А. В. Подосинова. Том III. Восточные источники. Сост. части I — Т. М. Калинина, И. Г. Коновалова; части II — В. Я. Петрухин. М.: Русский фонд содействия образованию и науке, 2009. — С. 59. ISBN 978-5-91244-006-9
15. ↑  Соловьёв С. М. История России с древнейших времён. Кн. 1. — М., 1959. — С. 156—157.
16. ↑  Янин В. Л. Средневековый Новгород. М., 2004. С. 127—130.
17. ↑  Янин В. Л. Денежно-весовые системы домонгольской Руси и очерки истории денежной системы средневекового Новгорода Архивная копия от 3 ноября 2013 на Wayback Machine
18. ↑  Кобищанов Ю. М. Полюдье: Явление отечественной и всемирной истории, М., 1995.
19. ↑  Гуревич А. Я. «Круг Земной» и история Норвегии Архивная копия от 12 августа 2017 на Wayback Machine // Снорри Стурлусон. Круг Земной. / Подг. изд. А. Я. Гуревич, Ю. К. Кузьменко, О. А. Смирницкая, М. И. Стеблин-Каменский. — М.: Наука, 1980.
20. ↑  Егоров В. У истоков Руси: меж варягом и греком. — Litres, 2017-09-05. — 350 с. — ISBN 9785457521186. Архивировано 25 января 2018 года.